# Turrilitoidea
De Turrilitoidea zijn een diverse superfamilie van uitgestorven ammonieten uit het Krijt, die over het algemeen als heteromorf worden beschouwd en vaak worden opgenomen in de onderorde Ancyloceratina. Schelpen van deze diverse groep kronkelen niet planospiraal (met de spiraal in één vlak), zoals typisch voor de meeste ammonieten, maar nemen eerder een verscheidenheid aan unieke vormen aan. Afsplitsing van de Turrilitoidea samen met Ptychoceratoidea en Scaphitoidea in een andere onderorde Turrilitina, werd voorgesteld door Beznosov en Mikhailova in 1983, maar deze visie wordt niet door de meeste auteurs aanvaard.
Sommige, zoals de naamgever Turrilites, waren spiraalvormig opgerold, gelijkend op de Terebridae, terwijl andere, zoals Hamites, schelpen hadden met lange rechte secties, terwijl de unieke Nipponites zo waren opgerold dat ze eruitzagen als een bol wol.
Net als andere ammonieten is de laatste van de Turrilitoidea tegen het einde van het Krijt uitgestorven tijdens het massa-uitsterven van de Krijt-Paleogeengrens.